# Convair F-106
Die Convair F-106 Delta Dart war ein einstrahliger, allwetterfähiger Hochleistungs-Abfangjäger mit Deltaflügeln aus US-amerikanischer Produktion, der von 1959 bis 1988 im Einsatz war. Die F-106 wurde maßgeschneidert für das Luftverteidigungssystem der Vereinigten Staaten entwickelt und deshalb nur von den US-Luftstreitkräften eingesetzt. Dieses Flugzeug hielt vom 15. Dezember 1959 bis zum 22. November 1961 den von der FAI anerkannten absoluten Geschwindigkeitsweltrekord mit 2.455,736 km/h (1.526 mph), bis heute (2022) eine der höchsten mit einem einstrahligen Jet offiziell anerkannten Geschwindigkeiten. Seitdem hat nur noch ein anderes einstrahliges Flugzeug einen offiziellen Fluggeschwindigkeitsweltrekord aufgestellt – die Mikojan-Gurewitsch Je-166 am 7. Juni 1962 mit 2.681 km/h. Die F-106 gehörte zu der sogenannten Century-Reihe (F-100 bis F-110).

## Entwicklung

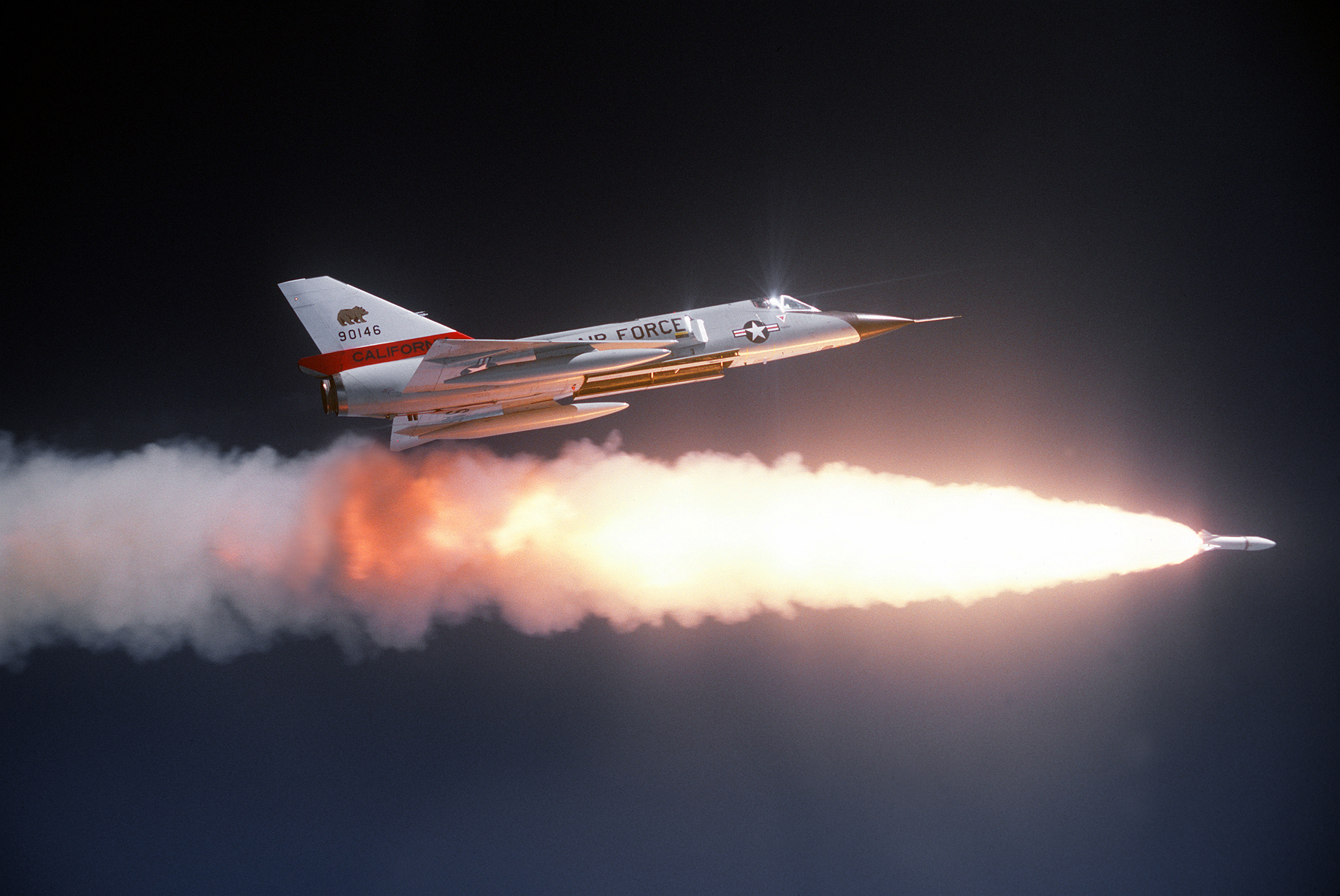
Eine F-106A feuert eine Übungsrakete der AIR-2 Genie ab.

Anfang der 1950er Jahre zeichnete sich klar ab, dass der „Ultimate Interceptor“, welchen Convair entwickelte, nicht bis 1954 die Einsatzreife erreichen würde. Die USAF entschied sich daher zur Überbrückung für die Anschaffung eines technologisch weniger anspruchsvollen Abfangjägers. Dieses Interimsmuster war die Convair F-102A Delta Dagger und das eigentliche Projekt MX-1554 erhielt die Bezeichnung F-102B. Zwischenzeitliche Probleme bei Entwicklung und Einführung der F-102A führten zur vorläufigen Beendigung des F-102B-Programms. Im November 1955, als die vorgesehene Feuerleitanlage Hughes MA-1 endlich fertig war, wurden die Arbeiten an der F-102B wieder aufgenommen; am 17. Juni 1956 wurde das Projekt schließlich offiziell in F-106 Delta Dart umbenannt.
Das Pratt & Whitney J57 Triebwerk der F-102A wurde durch das Pratt & Whitney J75 ersetzt. Umfangreiche Detailänderungen verbesserten die Aerodynamik im Transsonischen- und Überschallgeschwindigkeitsbereich. So konnte die F-106 nun ohne Nachbrenner über Mach 0,9 und mit zwei externen Tanks Überschallgeschwindigkeit erreichen.
Das Einsatzkonzept sah Einsätze dieses Abfangjägers unter automatischer Leitung durch SAGE-Bodenstationen (Semi-Automatic Ground Environment) vor, mit denen das Hughes MA-1-System gekoppelt war. Der Jäger wurde dabei vom Boden an das Ziel herangeführt, bis das Bordradar es erfassen konnte. Der weitere Anflug wurde vom MA-1-System mit den Daten des Bordradars gesteuert. Sobald sich die F-106 dem Ziel auf Waffenreichweite genähert hatte, startete das MA-1-System die Raketen. Danach drehte die Maschine automatisch ab. Die Aufgabe des Piloten während der Mission war lediglich: Start, Aktivierung der Waffen, Kontrolle der Systeme etc., Eingreifen bei Problemen, Steuerung des Schubs nach Machzahl-Vorgabe und Landung. Zwei Prototypen der F-106A (Convair Model 8-24) flogen erstmals am 26. Dezember 1956 bzw. 26. Februar 1957. Die ersten Tests verliefen enttäuschend und zeigten noch zahlreiche Mängel, insbesondere am Triebwerk und der Feuerleitanlage, auf. Hinzu kamen einschneidende Rüstungsbudgetkürzungen, so dass zur Rettung des Programms die geplante Stückzahl von 1.000 auf nur 350 Maschinen reduziert wurde. Modifikationen an den Lufteinläufen und der Elektronik beseitigten die erkannten Probleme weitgehend und so konnten die ersten einsatzfähigen Jäger im Mai 1959 an die 539th Fighter Interceptor Squadron auf der McGuire Air Force Base (New Jersey) übergeben werden. Es entstanden 275 Maschinen der einsitzigen Variante F-106A.
Neben der F-106A gab es noch die zweisitzige Trainerversion F-106B (Convair Model 8-27), welche auch als voll taugliche Einsatzmaschine verwendbar war. Von dieser Version wurden 63 Maschinen gebaut.
Die NASA nutzte bis 1991 eine F-106B mit Vortexklappen an der Vorderkante der Flügel. Die Vortexklappen dienten der gezielten Ausnutzung der bei höheren Anstellwinkeln abgehenden Wirbelsysteme, wobei durch Form und Einstellung der Klappe relativ zum Flügel die Saugkraft dieser Wirbel entweder zur Verminderung des Widerstandes oder zur Auftriebserhöhung genutzt werden soll. Im Idealfall lässt sich eine Maximierung der Gleitzahl – also des Verhältnisses Auftrieb zu Widerstand erreichen. Die Untersuchungen dienten der Entwicklung eines Klappensystems für Überschallverkehrsflugzeuge, um für Unterschallüberlandflüge günstigere aerodynamische Verhältnisse zu erzielen.
Verbesserte Versionen (F-106C, F-106D und F-106X) blieben nur Projekte. Diese Versionen mit der Bezeichnung „Super Dart“ hätten über neue Lufteinlässe, Canards, neue Avionik, ein neues Radar und ein General-Electric-Strahltriebwerk J93-GE-3AR verfügt, einige dieser Neuerungen hatten ihren Ursprung im nicht realisierten Convair Model 200. Als potentielle Kunden galten die US Air Force und die Luftwaffe von Japan. Im Laufe der Produktion waren schrittweise Verbesserungen erfolgt, so dass man Nachrüstprogramme zum gemeinsamen Standard-Modell 8-31 bzw. 8-32 parallel zur Auslieferung der letzten Serienmaschinen durchführte. Durch fortlaufende Modernisierungen wurden die F-106 schließlich bis 1988 in Dienst gehalten. Als letzte Einheit flog die 119th Fighter Interceptor Squadron der New Jersey Air National Guard bis August 1988 die Delta Dart.

## Besonderheiten der F-106A

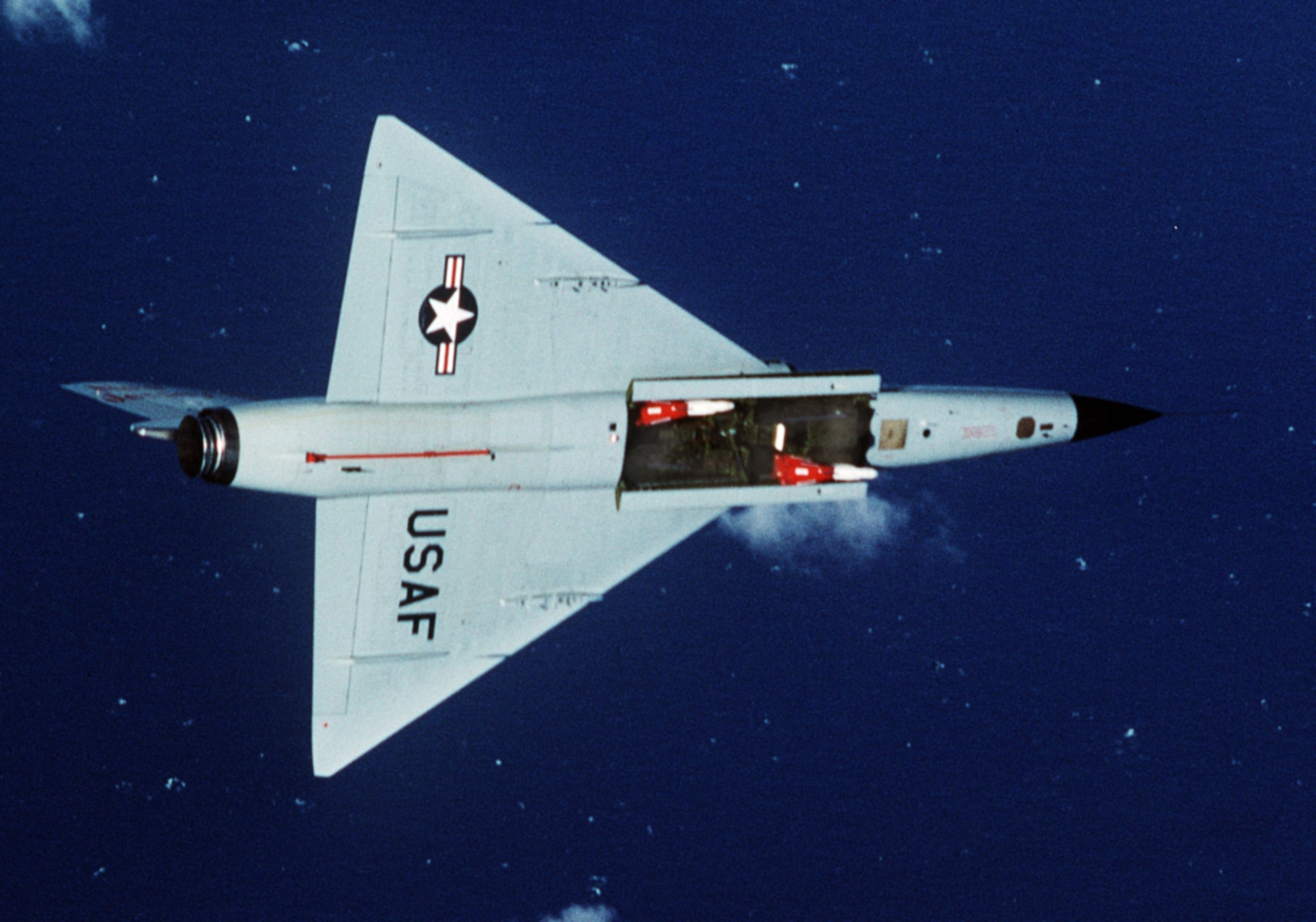
F-106A der 119. FIS, New Jersey Air National Guard, mit geöffnetem Waffenschacht.

Eine Neuerung, die in etliche US-amerikanische Kampfflugzeugentwürfe (z. B. nach der F-102 noch in die F-104 Starfighter, F-105 Thunderchief, F-4 Phantom II und Convair B-58 Hustler) der 1950er Jahre einfloss, war der aus aerodynamischen Gründen in der Mitte eingeschnürte Rumpf (Wespentaille), der Flächenregel folgend. Dies brachte der Maschine den Spitznamen „fliegende Colaflasche“ ein.
Die F-106A war das erste Flugzeug mit einem digitalen Bordcomputer mit Zielidentifizierung und hatte bereits ein Radar mit Festzeichenunterdrückung, aber ohne Look-Down-Shoot-Down-Fähigkeit, zeigte also nur bewegte Ziele an. Weiterhin hatte die F-106A ab 1960 vor der Pilotenkanzel ein Infrarotzielsystem (IRST) eingebaut. So war es bei technisch oder feindlich gestörtem Radar trotzdem noch möglich, ein Ziel zu erfassen und zu verfolgen. Standardmäßig war die Maschine mit zwei AIM-4D/G-Falcon-Raketen mit Infrarot-Lenkung und zwei AIM-4F Falcon mit halbaktiver Radarlenkung ausgestattet. Die F-106A konnte jedoch auch die ungelenkte AIR-2 Genie mitführen – die stärkste Waffe, die je ein Abfangjäger mitgeführt hat. Die AIR-2A besaß einen nuklearen Gefechtskopf von 1,5 Kilotonnen (kT) TNT und sollte gegen feindliche Bomberformationen eingesetzt werden, indem sie zwischen den Bombern explodierte. Wegen der geringen Reichweite der Luft-Luft-Rakete von nur 9,5 km musste die F-106 nach dem Abschuss extrem schnell umkehren, um dem Vernichtungsradius der Kernwaffenexplosion zu entkommen.
Während das Flugzeug automatisch auf dem per Funk übertragenen Abfangkurs flog, suchte der Pilot per Radar nach dem Ziel. Hatte er es gefunden und den Bereich eingegrenzt, aktivierte er die gewünschte Waffe. Das Radar wechselte den Modus und verfolgte ab da nur dieses eine Ziel. Der Pilot flog nun das Flugzeug. Er musste das Ziel in der Mitte eines Konusses vor dem Flugzeug halten, der ihm als abstandsabhängiger Kreis auf dem Radarbildschirm dargestellt wurde. Der Lenkflugkörperstart fand dann nach dem Ermessen des Feuerleitcomputers automatisch statt. Die Flugkörper wurden erst kurz vor deren Start ausgefahren. Die Sucher der AIM-4 zeigten bereits im Waffenschacht in die Richtung des Zieles. Im Fall der ungelenkten AIR-2 folgte diese dem vom Computer programmierten Kurs und explodierte unter der extrapolierten Flugbahn des Zieles.
Um im Überschallflug den Schwerpunkt dem Auftriebpunkt nachzuführen, pumpte der Computer machabhängig Treibstoff zwischen dem Tank hinter dem Piloten und den Trimmtanks an den Hinterkanten der Tragflächen umher. Die Trimmtanks dienten während des Startes und des Steigfluges zunächst als normaler Integraltank.

## Modifizierungen
Die QF-106A waren Zieldarstellungsdrohnen für Ziel- und Abschussübungen, die ab 1986 umgebaut wurden. Insgesamt 194 F-106 wurden hierfür umgerüstet und meist abgeschossen. Das Programm lief 1997 aus, als der Drohnentyp durch McDonnell F-4 Phantom II ersetzt wurde.

## Produktion
Abnahme der F-106 durch die USAF:
| Version | 1956 | 1957 | 1958 | 1959 | 1960 | Summe |
| ------- | ---- | ---- | ---- | ---- | ---- | ----- |
| F-106A  | 10   | 10   | 13   | 114  | 130  | 277   |
| F-106B  |      | 5    | 4    | 27   | 27   | 63    |
| YF-106C |      |      | 2    |      |      | 2     |
| Summe   | 10   | 15   | 19   | 141  | 157  | 342   |

## Technische Daten der F-106A
| Kenngröße                | Daten |
| ------------------------ | --- |
| Typ                      | Abfangjäger |
| Besatzung                | 1 Pilot |
| Länge                    | - mit Staurohr: 21,56 m - ohne Staurohr: 19,95 m                                                                      |
| Spannweite               | 11,67 m |
| Höhe                     | 6,18 m |
| Flügelfläche             | 58,65 m² |
| Flügelstreckung          | 2,32 |
| Leermasse                | 10.728 kg |
| normale Startmasse       | 15.670 kg |
| max. Startmasse          | 18.974 kg |

Dreiseitenriss

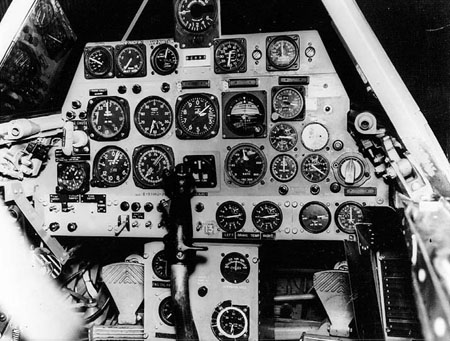
Cockpit eines F-106A-Prototyps, das sich noch grundlegend von der späteren Serienversion unterschied

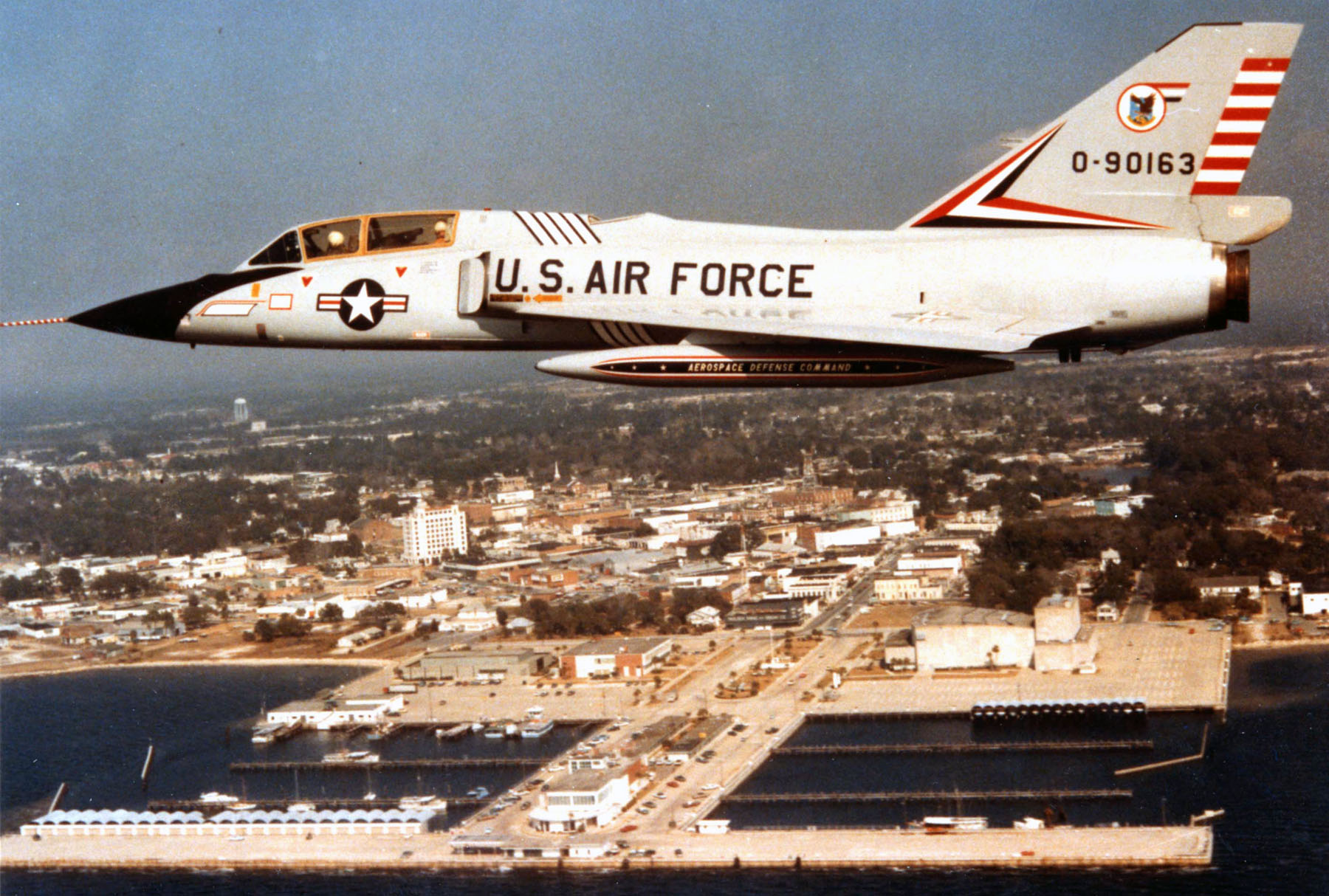
Eine zweisitzige F-106B

| Tragflächenbelastung     | - minimal (Leermasse): 183 kg/m² - nominal (normale Startmasse): 267 kg/m² - maximal (maximale Startmasse): 324 kg/m² |
| Treibstoffkapazität      | 909 l im Rumpf und 9.420 l in den Flügeltanks                                                                         |
| Höchstgeschwindigkeit    | Mach 2,31 bzw. 2.455 km/h (auf optimaler Höhe)                                                                        |
| Steiggeschwindigkeit     | 202 m/s |
| Dienstgipfelhöhe         | 17.670 m |
| Einsatzradius            | - ohne Zusatztanks: 1.850 km - mit Zusatztanks: 2.466 km                                                              |
| Überführungsreichweite   | 4.245 km |
| Triebwerk                | ein Pratt & Whitney J75-17-Strahltriebwerk                                                                            |
| Schubkraft               | - mit Nachbrenner: 109,04 kN - ohne Nachbrenner: 76,52 kN                                                             |
| Schub-Gewicht-Verhältnis | - maximal (Leermasse): 1,04 - nominal (normale Startmasse): 0,71 - minimal (maximale Startmasse): 0,59                |
| Bewaffnung               | siehe Text |
| Stückpreis               | 4,7 Millionen US-Dollar                                                                                               |

### Bewaffnung
Interne Rohrwaffe
- 1 × 20-mm-Gatling-Kanone General Electric M61A1 „Vulcan“ (GAU-4) mit 650 Schuss Munition (als Ersatz für Genie/AIM-26, nur Einsitzer)

Kampfmittel bis zu 2.400 kg im internen Waffenschacht sowie an zwei Außenlaststationen
Im zentralen Waffenschacht
Luft-Luft-Lenkflugkörper
- 4 × Hughes AIM-4A/F „Falcon“ / „Super Falcon“ (früher GAR-1A/3A) – radargesteuerter Kurzstrecken-Luft-Luft-Lenkflugkörper
- 4 × Hughes AIM-4B/C/D/G „Falcon“ / „Super Falcon“ (früher GAR-2/2A/2B/4A) – infrarotgesteuerter Kurzstrecken-Luft-Luft-Lenkflugkörper
- 1 × Hughes AIM-26A „Falcon“ (früher GAR-11 mit nuklearem 1-kt-Gefechtskopf) – radargesteuerter Kurzstrecken-Luft-Luft-Lenkflugkörper
- 1 × Hughes AIM-26B „Falcon“ (früher GAR-11 mit konventionellem Gefechtskopf) – radargesteuerter Kurzstrecken-Luft-Luft-Lenkflugkörper

Ungelenkte Luft-Luft-Raketen
- 1 × AIR-2A „Genie“ / AIR-2B „Super Genie“ (früher MB-1 mit nuklearem 1,5-kt-Gefechtskopf)

An zwei Außenlaststationen
2 × abwerfbare Zusatztanks mit je 1637 Litern (360 US-Gallonen) Kerosin

## Zwischenfälle und Verluste

### Verluste
Von den insgesamt 340 bei Convair produzierten Serienmaschinen (277 Einsitzer F-106A und 63 Zweisitzer F-106B) gingen in der langen Einsatzzeit von 1959 bis 1988 bei der Air Force bzw. Nationalgarde insgesamt 112 Maschinen verloren.

### Cornfield Bomber

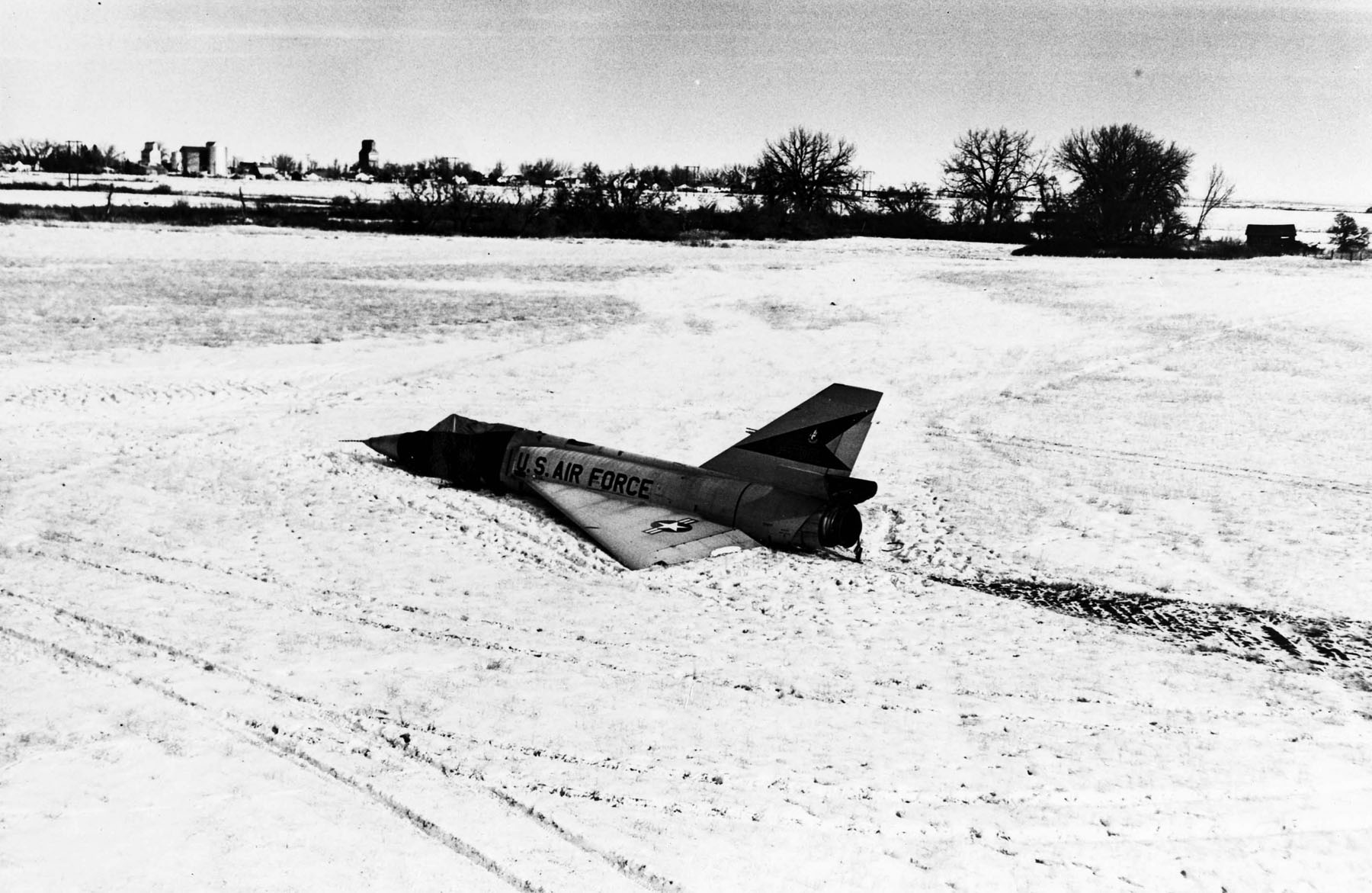
F-106 „Cornfield Bomber“

Am 2. Februar 1970 geriet die F-106 der 71st Fighter-Interceptor Squadron mit der Seriennummer 58-0787 über Montana während eines Übungsfluges ins Flachtrudeln. Der Pilot Gary Faust versuchte erfolglos, das Trudeln zu beenden und stieg schließlich in etwa 15.000 ft (4.572 m) mit dem Schleudersitz aus. Er landete unverletzt mit dem Fallschirm.
Die F-106 stabilisierte sich sofort nach dem Ausstieg und landete führerlos mit laufendem Triebwerk und eingefahrenem Fahrwerk auf einem verschneiten Weizenfeld in Montana. Die Beschädigungen waren so gering, dass das Flugzeug an einer nahe gelegenen Bahnlinie teilweise demontiert auf einen Waggon zum Rücktransport verladen wurde und nach den notwendigen Reparaturen wieder eingesetzt werden konnte.
Die als „Cornfield Bomber“ bekannt gewordene Maschine ist heute im National Museum of the United States Air Force ausgestellt.

## Stationierungen in Übersee
Fünfmal wurden F-106 nach Übersee verlegt, darunter eine Verlegung 1975 nach Westdeutschland für die Übung Cold Fire. Die am längsten andauernde Verlegung fand aufgrund des Pueblo-Zwischenfalls 1968 statt. Hierbei wurden im Rahmen der Operation College Cadence ab Februar 1968 die 318th FIS (Fighter Interceptor Squadron) und die 48th FIS von der McChord AFB zur Osan AB verlegt. Die Stationierung dauerte bis Mai 1970.